# Brand in de Notre-Dame van Parijs
De brand in de Notre-Dame was een grote uitslaande brand die op de avond van 15 april 2019 om 18:51 uur ontstond in de Parijse kathedraal Notre-Dame en deze deels verwoestte. De brand was geblust omstreeks 3.00 uur. Op 7 december 2024 werd de kathedraal heropend. De oorzaak van de brand is tot op heden onbekend.

## Gebeurtenissen
Om 18.20 uur ging het brandalarm in de Notre-Dame af. De kerk werd hierop ontruimd maar er werd nog geen brand ontdekt. Om 18.43 uur ging het brandalarm nogmaals af en werd er wel een vuurhaard ontdekt.
De brand brak uit op een plaats waar restauratiewerkzaamheden bezig waren en verspreidde zich vanuit de zolder boven het middenschip snel naar het gehele dak. Tijdens de mis rond die tijd werden de deuren van de kathedraal abrupt afgesloten terwijl er witte rook uit het dak kwam. De witte rook veranderde snel in zwarte rook, waaruit duidelijk werd dat er brand was ontstaan. Vierhonderd brandweerlieden werden ingezet om de brand te bestrijden.
Rond 20.00 uur stortten de vieringtoren, ontworpen door Eugène Viollet-le-Duc, en een deel van het dak in. De brand dreigde ook over te slaan naar de linkertoren in de westgevel.
Rond 23.15 uur meldde de brandweer dat de twee westtorens van de vlammen waren gered. Bovendien was de schatkamer van de kathedraal nog intact. Daar liggen enkele relikwieën toegeschreven aan Christus: de doornenkroon, een stukje van het kruis en een van de spijkers die zouden zijn gebruikt bij de kruisiging.
De met lood beklede eikenhouten dakconstructie, boven de stenen gewelven, werd grotendeels verwoest. De constructie dateerde uit 1163 en was een van de oudste bouwwerken van Parijs, samen met de Sint-Pieterskerk in Montmartre (Église Saint-Pierre de Montmartre). Sommige balken uit de constructie waren afkomstig van bomen uit de 8e eeuw.
Het hoofdorgel uit 1730, dat uit meer dan 7000 pijpen bestaat, bleef intact. Het koororgel daarentegen, ging geheel verloren.

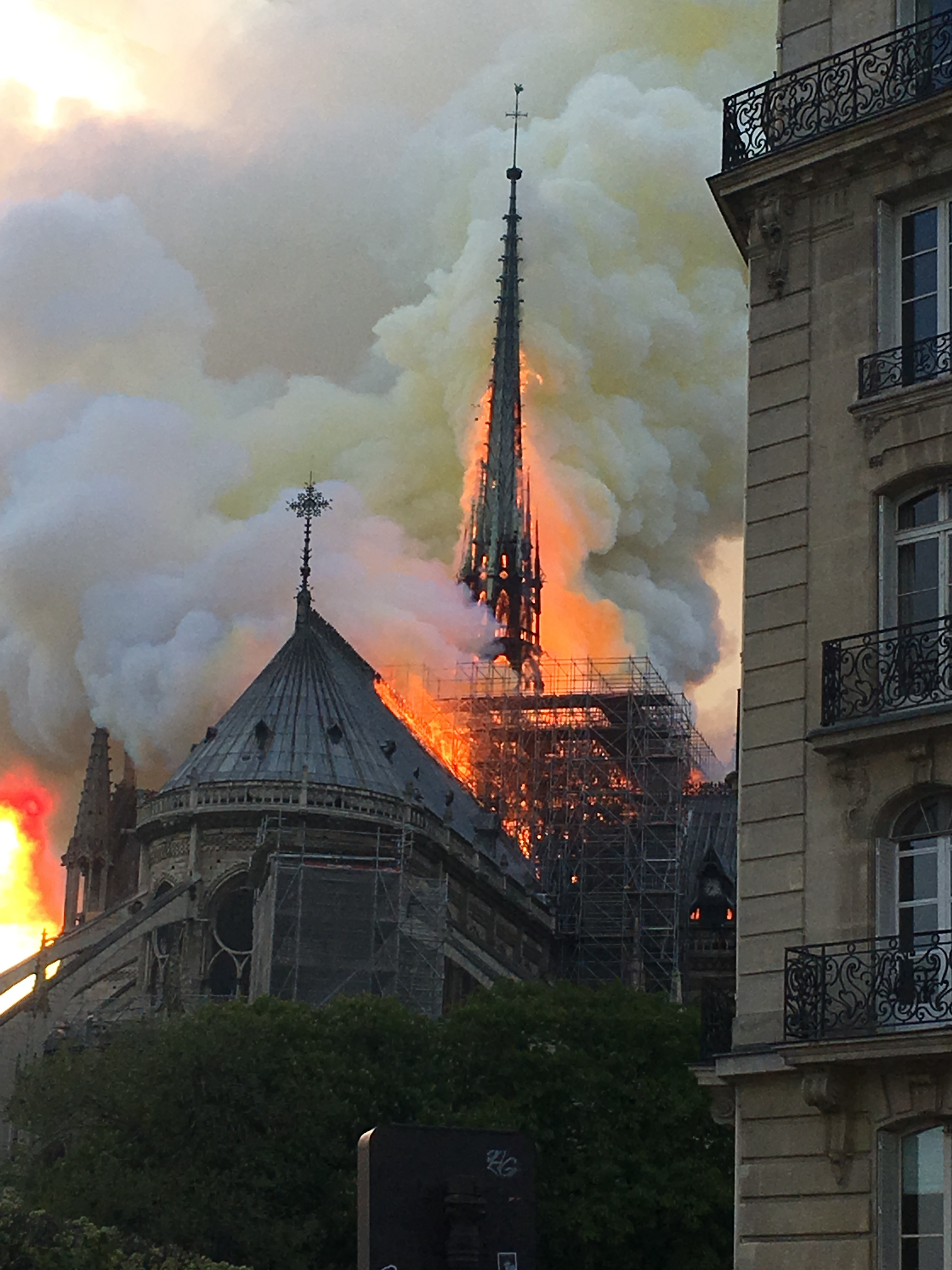
De brandende vieringtoren
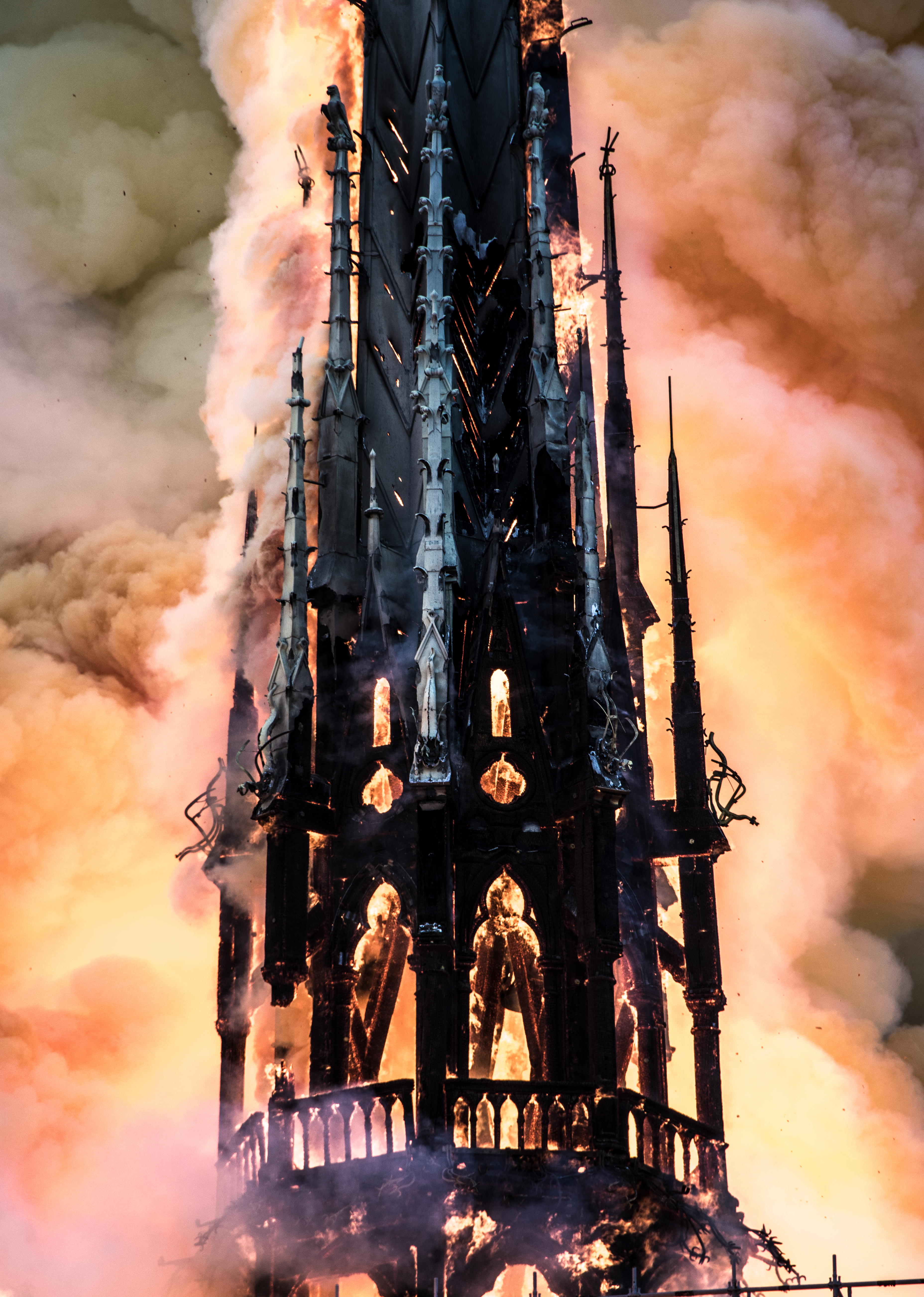
De torenspits in brand
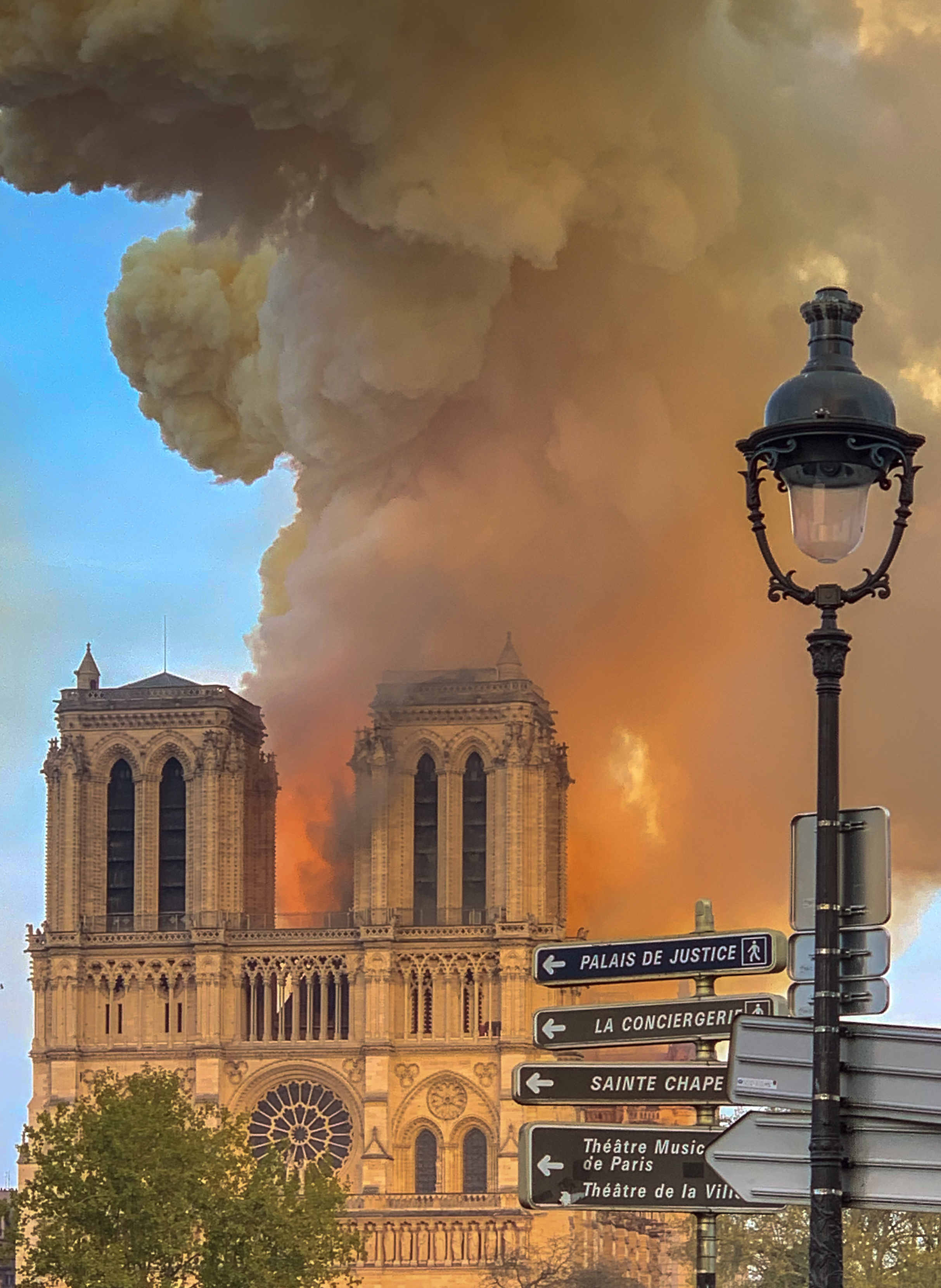
De voorgevel met daarachter de uitslaande brand

## Nasleep
De geloofsgemeenschap van de Notre Dame week uit naar de Église Saint-Germain-l'Auxerrois. Voor belangrijke vieringen, zoals de begrafenis van Jacques Chirac werd uitgeweken naar de Saint-Sulpice.
Een half jaar na de brand zat er nog weinig schot in de herstelwerkzaamheden. Men verwachtte hier op z'n vroegst in 2021 mee te kunnen beginnen.
In oktober 2019 werd duidelijk dat de kathedraal vanaf maart 2020 occasioneel en voor kleine symbolische groepen weer gebruikt kon worden voor de eredienst. Dan kan ook aangevangen worden met het stellen van de diagnose welke maatregelen benodigd zijn. Deze vertraging was een gevolg van het risico op loodvergiftiging, dat ontstaan was doordat de dakbedekking van de kathedraal bij de brand was gesmolten.

## Restauratie
Men besliste na een grondig debat om de kathedraal te restaureren in de oorspronkelijke staat. Het dakgebinte en de door Eugène Viollet-le-Duc bedachte flèche (torenspits) zullen minutieus gereconstrueerd worden. De restauratie van de Notre-Dame zou voltooid zijn voor de Olympische Zomerspelen 2024 in Parijs.
In 2022 won de Belgische architect Bas Smets een wedstrijd om de omgeving van de Notre-Dame na de verwoestende brand her in te richten. De voorgestelde ingrepen ogen bescheiden: twee trappen bieden toegang tot een ondergrondse promenade die aansluit op de crypte en de Seine. De bovengrondse stenen omgeving wordt gereed gemaakt voor warm en onvoorspelbaar weer met 131 extra bomen en een dunne waterfilm op het plein.
De kathedraal werd na de volledige restauratie plechtig heropend op 7 december 2024 door Laurent Ulrich, de aartsbisschop van Parijs, in aanwezigheid van 1.500 wereldleiders en hoogwaardigheidsbekleders.

## Reacties
De Franse president Emmanuel Macron reageerde op de brand via Twitter. Hij schreef: "Een deel van ons staat in brand". Voorts kondigde Macron een nationale inzamelingsactie aan voor de restauratie; een dag na de brand was ongeveer 700 miljoen euro hulp toegezegd door een aantal Franse bedrijven, miljonairs, Parijs en de regio Île-de-France waar zij deel van uitmaakt, en de Europese Centrale Bank.